# Pic à gorge blanche
Piculus leucolaemus
Espèce
Statut de conservation UICN

 LC  : Préoccupation mineure
Le Pic à gorge blanche (Piculus leucolaemus) est une espèce d'oiseaux de la famille des Picidae.